# دنالی
دنالی (به انگلیسی: Denali) (سابقاً مک‌کینلی (به انگلیسی: Mount McKinley)) نام قله کوهی است در رشته‌کوه راکی در آمریکای شمالی در ایالت آلاسکا قرار دارد.
این کوه با ارتفاع ۶٬۱۹۴ متر مرتفع‌ترین قله قاره آمریکای شمالیست.
این کوه در پارک و منطقه حفاظت شده ملی دنالی قرار دارد.